# Pierre Michel Alix
Pierre Michel Alix, född 1762 och död 27 december 1817, var en fransk kopparstickare.
Alix var bosatt i Paris, där han utfört porträtt i akvatintmanér och färggravyr, flera efter Jean François Garneray. Alix finns representerad vid bland annat Nationalmuseum i Stockholm.